# جودي ثيلن
جودي ثيلن (بالإنجليزية: Jodi Thelen)‏ هي ممثلة أمريكية، ولدت في 12 يونيو 1962 بسانت كلاود في الولايات المتحدة.

## وصلات خارجية
- جودي ثيلن على موقع IMDb (الإنجليزية)
- جودي ثيلن على موقع قاعدة بيانات برودواي على الإنترنت (الإنجليزية)
- جودي ثيلن على موقع قاعدة بيانات الفيلم (الإنجليزية)